# Стариков, Анатолий Константинович
Анатолий Константинович Стариков (16 июня 1920, Стригино, Нижегородский уезд, Нижегородская губерния — 18 апреля 1980, Московская область) — лётчик-испытатель Государственного Краснознамённого научно-испытательного института ВВС. Герой Советского Союза (1957). Полковник (1960).

## Биография
Родился 16 июня 1920 года в посёлке Стригино (ныне в черте Нижнего Новгорода). Окончил 8 классов и школу ФЗУ. Работал токарем в кузнечном цехе Горьковского автомобильного завода. В 1939 году окончил Горьковский аэроклуб.
В армии с мая 1939 года. В 1940 году окончил Таганрогскую военную авиационную школу лётчиков, до 1942 года был в ней лётчиком-инструктором. В 1942—1945 годах — лётчик-инструктор Омской военной авиационной школы лётчиков.
Участник Великой Отечественной войны: в январе-марте 1944 года проходил боевую стажировку на 2-м Украинском фронте, совершил 5 боевых вылетов на бомбардировщике.
Участник советско-японской войны 1945 года в должности заместителя командира 358-го бомбардировочного авиационного полка. После войны служил в строевых частях ВВС. В 1950 году окончил Высшие офицерские лётно-тактические курсы.
В 1951—1966 годах — лётчик-испытатель Государственного Краснознамённого научно-испытательного института ВВС. Провёл государственные испытания реактивного бомбардировщика Ту-16, первого отечественного пассажирского самолёта Ту-104. 22 марта 1956 года экипаж под его командованием выполнил на Ту-104 перелёт Москва—Лондон — первый международный перелёт отечественного реактивного пассажирского самолёта.
За мужество и героизм, проявленные при испытании новой авиационной техники, Указом Президиума Верховного Совета СССР от 9 сентября 1957 года подполковнику Старикову Анатолию Константиновичу присвоено звание Героя Советского Союза с вручением ордена Ленина и медали «Золотая Звезда».
В 1960—1962 годах провёл государственные испытания реактивного пассажирского самолёта Ту-124. Участвовал в полётах с космонавтами на летающей лаборатории Ту-104АК на режимы невесомости. С июля 1966 года полковник А. К. Стариков — в запасе.
Жил на станции Чкаловская Московской области. Умер 18 апреля 1980 года. Похоронен на кладбище села Леониха Щёлковского района Московской области.

## Награды
Заслуженный лётчик-испытатель СССР, полковник. Награждён орденами Ленина, Красного Знамени, 4 орденами Красной Звезды, медалями.

## Память
Именем героя названа улица в нижегородском микрорайоне Стригино.
В посёлке Чкаловский, на доме, в котором жил Герой, установлена мемориальная доска.